# Carolina Klüftová
Carolina Evelyn Klüftová (* 2. února 1983, Borås) je bývalá švédská atletka, sedmibojařka a pětibojařka, která se v závěru své kariéry věnovala především skoku do dálky.
Jedná se o olympijskou vítězku z Letních olympijských her 2004 v Athénách, trojnásobnou mistryni světa z let 2003, 2005 a 2007 a dvojnásobnou evropskou šampiónku z let 2002, 2006 v sedmiboji. V roce 2007 vytvořila nový evropský rekord v sedmiboji výkonem 7 032 bodů. Její osobní rekord v pětiboji má hodnotu 4 948 bodů a je čtvrtým nejlepším v historii.
V březnu 2008 oznámila, že už se nechce dál věnovat víceboji a zkusí závodit ve skoku dalekém a v trojskoku. Na letních olympijských hrách 2008 v Pekingu však ani v jedné z obou skokanských disciplín nepostoupila do užšího finále a zůstala bez olympijské medaile.
V roce 2003 a 2006 se stala vítězkou ankety Atlet Evropy.
Atletickou kariéru ukončila kvůli dlouhodobým zdravotním problémům v létě roku 2012 poté, co se nemohla zúčastnit letních olympijských her v Londýně. V únoru roku 2012 se podrobila operaci holeně a vynechala větší část halové sezóny, v létě jí přípravu narušovalo zranění zadního stehenního svalu.

## Osobní rekordy
- Sedmiboj - (7 032 bodů - 26. 8. 2007, Ósaka) - Současný evropský rekord